# BLESS YoUr NAME
「BLESS YoUr NAME」（ブレス・ユア・ネーム）は、ChouChoの楽曲。2015年4月15日に10枚目のシングルとしてLantisから発売された。

## 概要
シングルとしては前作「夏の日と君の声」以来、8か月ぶりのリリースとなる。表題曲はテレビアニメ『ハイスクールD×D BorN』のオープニングテーマ、カップリング曲はOVA『閃乱カグラ ESTIVAL VERSUS -水着だらけの前夜祭-』の主題歌として使用された。
ジャケット写真にはChouCho本人のビジュアルが使用されており、本人のアーティスト写真がジャケットに使用されるのは、2012年に発売されたシングル「DreamRiser」以来となる。

## 批評
『リスアニ!』は、「倉内達矢（作曲・編曲）との初タッグで、それまでになくハードなロックサウンドに取り組み、エッジの効いた歌声で自身のアーティスト像を更新。まさに“New Born”な1曲と言えるだろう。『ハイスクールD×D』を彷彿させるワードも散りばめつつ、絆の強さを確かめ合うような歌詞は、ライブの現場で耳にすると一層胸が熱くなる内容だ」と批評した。

## チャート成績
初週912枚を売り上げ、2015年4月27日付オリコン週間シングルランキングで初登場49位を獲得。チャート登場回数は3回。CD累計売上は1,669枚を記録した。

## シングル収録内容
| #         | タイトル                         | 作詞      | 作曲・編曲 | 時間  |
| --------- | -------------------------------- | --------- | ---------- | ----- |
| 1.        | 「BLESS YoUr NAME」              | 松井洋平  | 倉内達矢   | 4:41  |
| 2.        | 「Hello,Hello,Hello」            | ChouCho   | h-wonder   | 4:24  |
| 3.        | 「BLESS YoUr NAME」(off vocal)   |           |            | 4:40  |
| 4.        | 「Hello,Hello,Hello」(off vocal) |           |            | 4:22  |
| 合計時間: | 合計時間:                        | 合計時間: | 合計時間:  | 18:07 |

## 収録アルバム
| 曲名              | 収録アルバム                                       | 発売日        | 備考          |
| ----------------- | -------------------------------------------------- | ------------- | ------------- |
| BLESS YoUr NAME   | グラスリップ オリジナルサウンドトラック 音楽の欠片 | 2015年7月1日  | TV sizeで収録 |
| BLESS YoUr NAME   | ChouCho ColleCtion "bouquet"                       | 2016年5月25日 |               |
| BLESS YoUr NAME   | P.A.WORKS 20th Anniversary Theme Song Collection   | 2021年3月17日 |               |
| BLESS YoUr NAME   | ChouCho the BEST                                   | 2021年12月8日 |               |
| Hello,Hello,Hello | ChouCho ColleCtion "bouquet"                       | 2016年5月25日 |               |